# Saint-Pardoux-Isaac
Saint-Pardoux-Isaac ist eine französische Gemeinde mit 1.101 Einwohnern (Stand: 1. Januar 2022) im Département Lot-et-Garonne in der Region Nouvelle-Aquitaine (vor 2016: Aquitanien). Sie gehört zum Arrondissement Marmande und zum Kanton Le Val du Dropt. 

## Geografie
Die Gemeinde Saint-Pardoux-Isaac liegt an der Dourdenne zwischen Marmande und Bergerac. Zur Gemeinde zählen die Ortsteile La Croix, Isaac, Grand Village, La Gare, Saint-Pardoux sowie Laubarède. Umgeben wird Saint-Pardoux-Isaac von den Nachbargemeinden Agnac im Norden, Bourgougnague im Osten, Lavergne im Südosten und Süden, Miramont-de-Guyenne im Süden und Westen sowie Roumagne im Nordwesten.

## Bevölkerungsentwicklung
| Jahr                       | 1962 | 1968 | 1975 | 1982 | 1990 | 1999 | 2006 | 2015 | 2022 |
| Einwohner                  | 523  | 910  | 1363 | 1372 | 1348 | 1215 | 1161 | 1148 | 1101 |
| Quellen: Cassini und INSEE |      |      |      |      |      |      |      |      |      |

## Sehenswürdigkeiten
- Kirche Saint-Pardoux
- Kirche Saint-Léger von Isaac aus dem 13. Jahrhundert

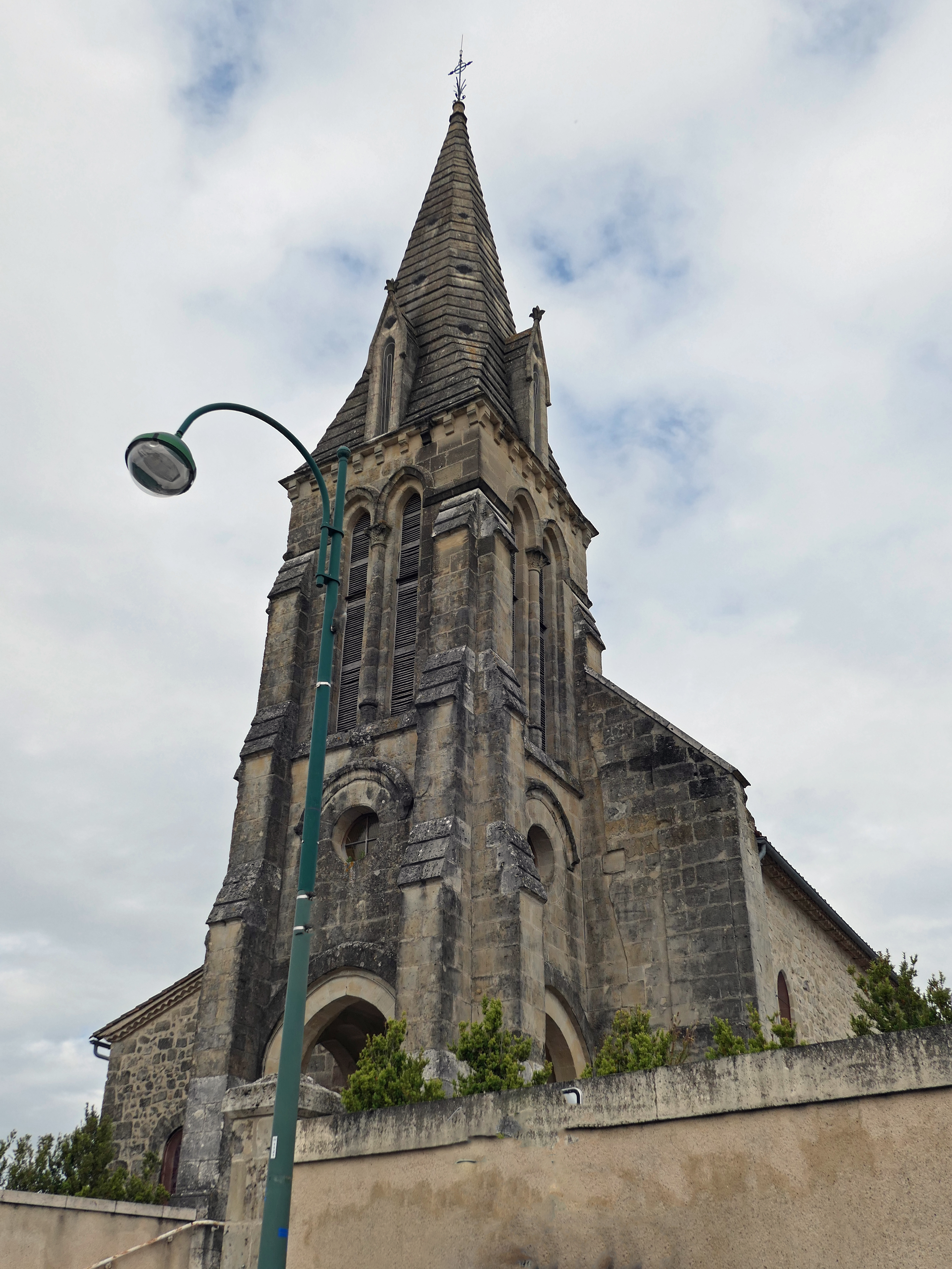
Kirche Saint-Pardoux